# Windwhistle Peak
Windwhistle Peak är en bergstopp i Antarktis. Den ligger i Östantarktis. Australien gör anspråk på området. Toppen på Windwhistle Peak är 1 835 meter över havet.
Terrängen runt Windwhistle Peak är huvudsakligen kuperad, men den allra närmaste omgivningen är platt. Trakten är glest befolkad. Närmaste befolkade plats är Odell Glacier Station, 9,0 kilometer nordost om Windwhistle Peak. 